# Impenhorabilidade (Brasil)
Diz-se impenhorável o bem que não pode ser penhorado. A impenhorabilidade, portanto, é a condição de certo bem que não pode ser penhorado, não se sujeitando à penhora. A impenhorabilidade normalmente resulta de preceito legal, que expressamente dispõe que aquela espécie de bem não está sujeito à penhora. As principais hipóteses de impenhorabilidade na legislação brasileira estão previstas pelo Código de Processo Civil de 2015, Código Civil de 2002 e Lei do Bem de Família (Lei nº 8.009/1990). Diversas outras leis também preveem hipóteses específicas da impenhorabilidade. É possível ainda que a impenhorabilidade surja de um acordo de vontades. Como a impenhorabilidade resulta, em regra, de norma legal, o rol de bens impenhoráveis será definido de acordo com escolhas políticas do legislador. A doutrina concorda que o principal fundamento da impenhorabilidade é a proteção da dignidade do executado, buscando-lhe garantir um patrimônio mínimo que lhe permita viver com dignidade. A função social da propriedade também costuma ser citada como fundamento para a impenhorabilidade.

## Fundamentos e interpretação da impenhorabilidade
Não necessariamente todos os bens do executado poderão ser penhorados. A legislação pode trazer hipóteses de bens que não podem ser sujeitos à penhora, seja por diversas razões, como por exemplo, por força dos princípios constitucionais da dignidade da pessoa humana e da função social da propriedade, impedindo assim que bens considerados indispensáveis à existência digna do executado e que estejam concretamente exercendo uma função social possam ser penhorados e, consequentemente, vendidos. Em outros casos, a escolha do legislador é meramente política, como no caso da impenhorabilidade de recursos depositados na caderneta de poupança, hipótese que é apontada como um estímulo do legislador para a utilização dessa forma de investimento. São considerados bens impenhoráveis aqueles assim listados pelo Código de Processo Civil de 2015, Código Civil de 2002 e Lei do Bem de Família (Lei nº 8.009/1990), bem como os bens inalienáveis.
Alguns autores defendem a possibilidade de serem impenhoráveis bens não listados pelo legislador, sob o fundamento da proteção dos direitos fundamentais e da dignidade do executado. Citam como exemplos Fredie Didier, Leonardo Carneiro, Paula Sarno e Rafael Alexandria, a hipótese de um cão-guia ou de uma cadeira de rodas, bens que, a princípio, podem ser penhorados, mas que deveriam ser considerados impenhoráveis, ainda que omissa a lei, por proteger-se a dignidade do executado. O Superior Tribunal de Justiça já teve a oportunidade de declarar impenhorável bem que, a princípio, não se encontrava listado pela legislação como impenhorável: um automóvel adaptado à condição de deficiente físico do executado. Segundo a Corte, apesar do veículo não estar contemplado como impenhorável, impunha-se uma interpretação mais ampla da lei para proteger o bem, eis que "necessário à manutenção da dignidade" do executado. Há autores que defendem que animais domésticos são impenhoráveis, sob o fundamento de que, à luz da Constituição Federal, os animais não são considerados coisas; argumenta-se ainda que tais tipos de animais não têm destinação econômica, configurando-se em verdade um vínculo afetivo entre esses e seus donos, a impedir a incidência de atos executivos. O enunciado 132 do Fórum Nacional de Processo do Trabalho (FNPT) afirma que a penhora de animais "alcança apenas os animais submetidos à exploração econômica,  não englobando os animais de estimação sem proveito econômico".
Não obstante a possibilidade de se apontar como impenhoráveis hipóteses de bens não previstos na legislação, a maioria da doutrina concorda que a impenhorabilidade deve ser interpretada de um modo restritivo, já que a impenhorabilidade é medida excepcional, de modo que não haja maior proteção ao executado em detrimento do exequente.
O fundamento da proteção dos direitos fundamentais também pode ser utilizado para se penhorar bens que, a princípio, são impenhoráveis. Cita como exemplo José Miguel Garcia Medina a penhora de valores depositados em conta de Fundo de Garantia de Tempo de Serviço (FGTS), valores impenhoráveis nos termos da Lei nº 8.036/1990; não obstante o comando legal, o Superior Tribunal de Justiça entende que o saldo de conta vinculado ao FGTS pode ser penhorado para o pagamento de dívidas de natureza alimentar.

## Código de Processo Civil de 2015
O Código de Processo Civil de 2015 apresenta em seu art. 833 doze hipóteses de bens considerados impenhoráveis:

- Bens inalienáveis e os declarados, por ato voluntário, não sujeitos à execução;
- Móveis, os pertences e as utilidades domésticas que guarnecem a residência do executado, salvo os de elevado valor ou os que ultrapassem as necessidades comuns correspondentes a um médio padrão de vida;
- Vestuários, bem como os pertences de uso pessoal do executado, salvo se de elevado valor;
- Vencimentos, os subsídios, os soldos, os salários, as remunerações, os proventos de aposentadoria, as pensões, os pecúlios e os montepios, bem como as quantias recebidas por liberalidade de terceiro e destinadas ao sustento do devedor e de sua família, os ganhos de trabalhador autônomo e os honorários de profissional liberal;
- Livros, as máquinas, as ferramentas, os utensílios, os instrumentos ou outros bens móveis necessários ou úteis ao exercício da profissão do executado;
- Seguro de vida;
- Materiais necessários para obras em andamento, salvo se essas forem penhoradas;
- Pequena propriedade rural, assim definida em lei, desde que trabalhada pela família;
- Recursos públicos recebidos por instituições privadas para aplicação compulsória em educação, saúde ou assistência social;
- Quantia depositada em caderneta de poupança, até o limite de 40 salários-mínimos;
- Recursos públicos do fundo partidário recebidos por partido político, nos termos da lei;
- Créditos oriundos de alienação de unidades imobiliárias, sob regime de incorporação imobiliária, vinculados à execução da obra.

Segundo o § 1º do artigo, essa proteção não se verificará caso a dívida seja relativa ao próprio bem sujeito à proteção legal, inclusive se a dívida foi contraída para a aquisição do bem.

### Mobiliário e utilidades domésticas

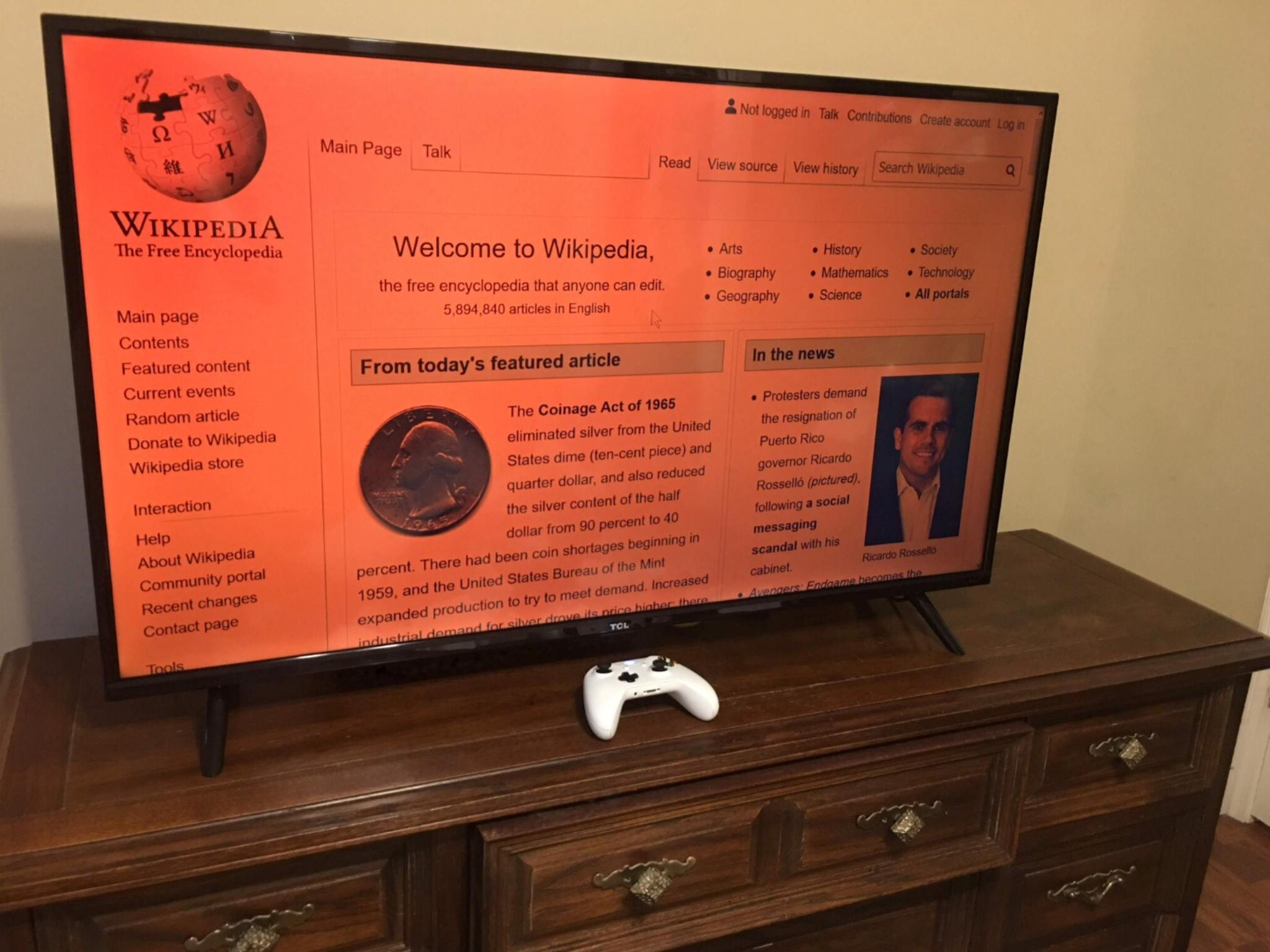
A televisão, por ser considerada "utilidade doméstica", não pode ser penhorada.

Nos termos do art. 833, II, são impenhoráveis os móveis e utilidades domésticas que guarnecem a residência do executado, salvo os de elevado valor ou os que ultrapassem as necessidades comuns correspondentes a um médio padrão de vida. São impenhoráveis, portanto, os eletrodomésticos da residência, desde que não sejam de "elevado valor" ou que "ultrapassem as necessidades comuns correspondentes a um médio padrão de vida". Segundo o Superior Tribunal de Justiça, são impenhoráveis a televisão, a máquina de lavar louça, o forno de microondas, o freezer, o ar-condicionado, o microcomputador e a impressora. A abrangência do entendimento do Superior Tribunal de Justiça é criticada por alguns autores; Leonardo Greco afirma que é um "flagrante exagero" entender que instrumentos de lazer, como a televisão, possam ser considerados impenhoráveis.
Não são impenhoráveis os móveis e utilidades domésticas de elevador valor ou que ultrapassem as necessidades comuns de um médio padrão de vida. O parâmetro para a exclusão da impenhorabilidade - "elevado valor" e "médio padrão de vida" - é composto de conceitos indeterminados, a serem trabalhados pela doutrina, jurisprudência e pelo juiz no caso concreto. Segundo a doutrina, o intuito do dispositivo legal é evitar que bens de luxo sejam protegidos pela legislação, permitindo que alguém leve uma vida de requinte e sofisticação em prejuízo de seus credores. O conceito de "médio padrão de vida" fica a cargo do juiz, que deve observar as condições econômicas da região, de modo que o médio padrão de vida de uma cidade pode ser um alto padrão de vida em outra, e vice versa. Luiz Rodrigues Wambier e Eduardo Talami sugerem a utilização de pesquisas do IBGE para se chegar ao "médio padrão de vida".

### Salários, aposentadorias e honorários
São protegidos, de um modo geral, salários, aposentadorias, honorários e quaisquer valores que sustentam o executado por meio de sua profissão. O dispositivo abarca valores de natureza alimentar, ou seja, quantias utilizadas à título de provisão, assistência e manutenção,, para que aquele que as recebe possa satisfazer necessidades mínimas de habitação, transporte, alimentação, vestuário, educação, saúde etc. Nos termos do § 2º do art. 833, essa impenhorabilidade não se aplica no caso de dívida de natureza alimentícia ou caso o valor a ser recebido seja superior a cinquenta salários mínimos mensais. Essa quantia de cinquenta salários mínimos é criticada pela doutrina processualista, que reputa o valor demasiadamente alto para os padrões salariais brasileiros. Há autores que defendem que valores abaixo de cinquenta salários mínimos podem ser penhorados, desde que a execução desses valores não comprometa a manutenção do executado. Para essa visão, a limitação é inconstitucional, por prestigiar apenas o direito fundamental do executado em detrimento do direito fundamental do exequente.
Cabe ao executado, e não ao exequente, provar que sua remuneração tem natureza salarial.
A proteção ao salário, aposentadorias e honorários tem um limite temporal de um mês. Ultrapassado esse prazo, se entende que o salário perde sua natureza alimentícia e passa a ser um investimento. Do contrário, toda quantia depositada em conta-corrente de pessoa assalariada seria impenhorável. Segundo o Superior Tribunal de Justiça, verbas de natureza indenizatória, como a indenização recebida por anistiado político, não têm natureza alimentar, e por isso são penhoráveis.
Para o Conselho Nacional de Justiça, o auxílio emergencial se enquadra nessa hipótese legal, sendo, portanto, impenhorável. Em abril de 2020, o Conselho editou uma resolução orientando os magistrados a não penhorar os valores obtidos a título do auxílio, e que, havendo bloqueio, que seja permitido o desbloqueio em vinte quatro horas, ante seu caráter alimentar.

### Livros, máquinas e ferramentas de trabalho
São também impenhoráveis os livros, máquinas e ferramentas de trabalho. Assim, a título de exemplo, são impenhoráveis os livros do advogado, o táxi do taxista, a máquina de costura de uma costureira, etc. Para Fachin, essa regra se fundamenta no dever de solidariedade humana, "de não despir o executado dos meios necessários para sustentar-se". Já Bruno Garcia Redondo e Mário Vitor Suarez Lojo apontam que proteção deriva do comando constitucional que garante o livre exercício de toda e qualquer profissão lícita. Ademais, ao não permitir a penhora dos instrumentos de trabalho, a lei permite que o executado continue no seu trabalho habitual, podendo se reabilitar economicamente e assim quitar a dívida.
Para alguns autores, a regra só aproveita pessoas físicas, excluindo de sua incidência pessoas jurídicas, já que apenas pessoas físicas exercem uma profissão. Assim, o computador de um advogado é impenhorável, mas nada impediria a penhora do computador de uma sociedade de advogados. Já para o Superior Tribunal de Justiça, a regra se estende às pequenas e microempresas, desde que administradas por um sócio apenas. A lógica da Corte é que as microempresas e pequenas empresas administradas por um único sócio se confundem com a pessoa do titular e as atividades societárias são, na prática, atividades dele, sendo também dele, na prática, o
patrimônio da empresa. O Tribunal também entende que o automóvel utilizado no exercício de uma profissão é impenhorável.
Os bens que se relacionam ao exercício de uma profissão serão sempre impenhoráveis, pouco importando seu valor. A doutrina aponta que a regra deve ser ponderada pelo juiz, permitindo-se a penhora de instrumentos de trabalhos que apresentem alto valor e possam ser substituídos por outros de menor valor e mesma utilidade. Daniel Amorim Neves cita o exemplo de taxista que tenha como táxi um veículo do último ano, de alto valor no mercado. Segundo o autor, apesar de ser inegável que o carro é instrumento indispensável à realização de seu trabalho, e, portanto, em princípio impenhorável, "não há qualquer obrigatoriedade de o carro ser de último ano para permitir o exercício da profissão de taxista". Assim, conclui Neves que "não parece correto que o credor nada receba de seu crédito enquanto o taxista permanece com o automóvel último modelo, apenas por ser seu instrumento de trabalho". De modo semelhante, José Miguel Garcia Medina aponta que a regra da impenhorabilidade não autoriza "que o executado se escuse de pagar uma dívida investindo todo o seu patrimônio em um automóvel extremamente luxuoso".

### Pequena propriedade rural

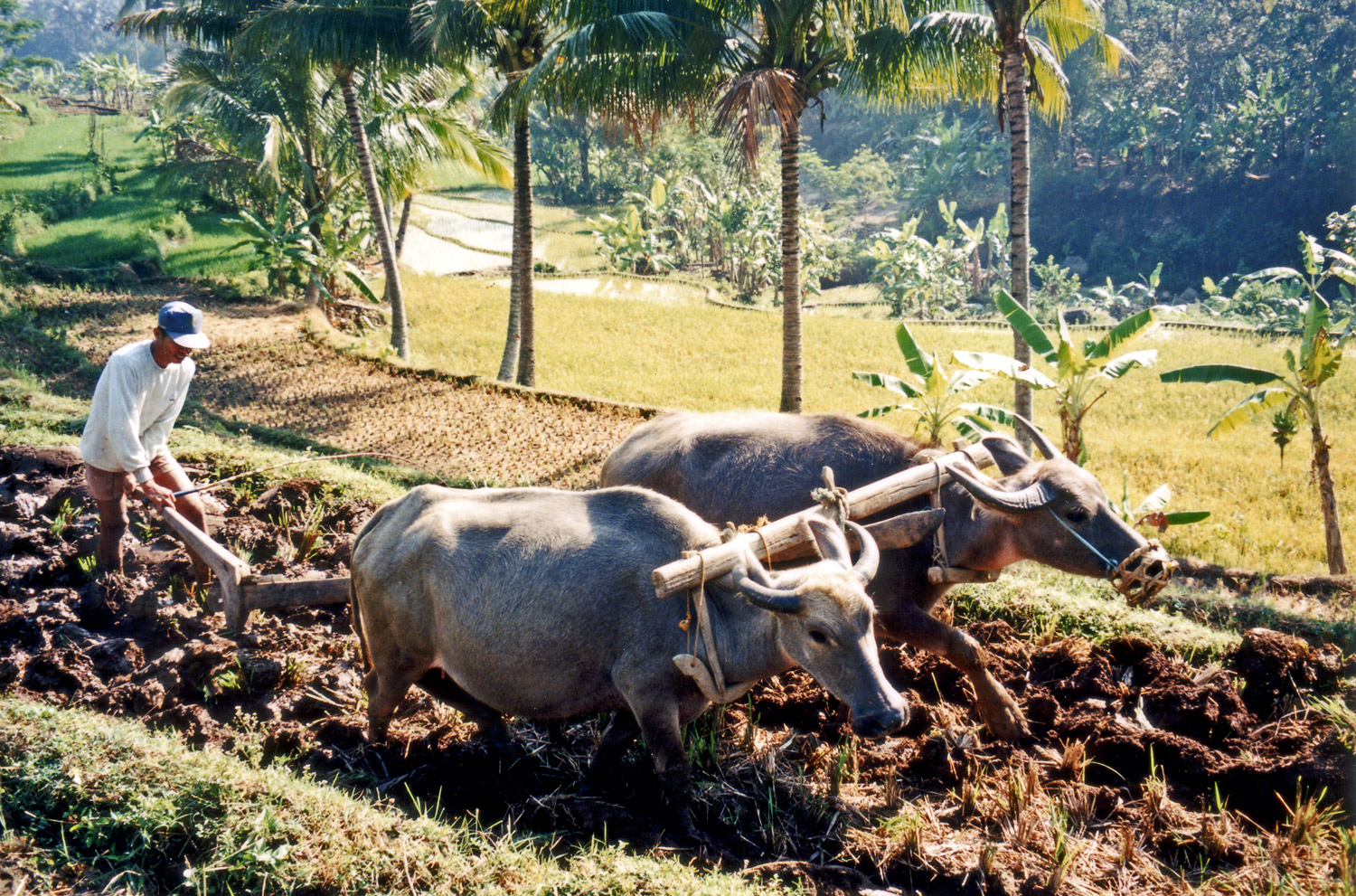
A pequena propriedade rural é protegida pela Constituição Federal de 1988.

A Constituição Federal de 1988 protege a pequena propriedade rural, afirmando que ela não poderá ser objeto de penhora para pagamento de débitos decorrentes de sua atividade produtiva (art. 5º, XXVI). A proteção do Código de Processo Civil é, portanto, mais abrangente que o texto constitucional, já que não exige que o débito seja decorrente da atividade produtiva da propriedade, é dizer, toda pequena propriedade rural será impenhorável, não importando a natureza do débito, desde que "trabalhada pela família".
Diversas leis trazem diferentes parâmetros para a definição do que seria a "pequena propriedade rural".
Alexandre Câmara é crítico dessa proteção à pequena propriedade rural, argumentando que ela dificulta o acesso ao crédito pelo pequeno produtor rural. Para Câmara, a norma, apesar de aparentemente proteger esse pequeno produtor rural, na verdade se volta contra ele, já que não podendo oferecer seu imóvel como garantia, o produtor rural dificilmente terá acesso a uma linha de crédito.

### Quantia depositada em caderneta de poupança
Os valores depositados em caderneta de poupança, até o limite de quarenta salários mínimos, são impenhoráveis. Essa quantia deve ter sido depositada antes do descumprimento da obrigação para que seja impenhorável; do contrário, bastaria que o executado transferisse recursos de sua conta corrente para a poupança, escapando da execução. O limite de quarenta salários mínimos é aplicável de forma global a todas as cadernetas de poupança, caso o executado tenha mais de uma. Em outras palavras, devem ser somados os valores de todas as cadernetas, e apenas a quantia inferior a quarenta salários mínimos é que estará sob proteção. A regra impede que o executado se valha de várias cadernetas de poupança, todas com quantias abaixo de quarenta salários mínimos, para escapar da penhora.
Segundo a doutrina, a opção pela caderneta de poupança se deve a interesses governamentais, já que no mínimo 65% dos recursos captados por esse meio de investimento devem ser direcionados para operações de financiamento habitacional, sendo 80% desse percentual em operações ligadas ao Sistema Financeiro da Habitação. Essa proteção legal conferida a caderneta de poupança apenas é objeto de críticas de diversos autores, e não é aceita pelo Superior Tribunal de Justiça, que entende que a proteção aproveita a qualquer reserva financeira existente.

## Código Civil
O Código Civil possibilita aos cônjuges ou à entidade familiar a constituição de bem de família, por meio de escritura pública ou testamento, não podendo seu valor exceder um terço do patrimônio líquido do instituidor da proteção, existente ao tempo da instituição (art.1.711). Caso o bem de família instituído seja um imóvel, este deve ser obrigatoriamente um imóvel residencial, destinado a "domicílio familiar" da família do instituidor. Veda-se, portanto, a constituição de bem de família imóvel que não seja utilizado como residência. O bem de família constitui-se pelo registro de seu título no Registro de Imóveis. Constituído o bem de família, fica ele "isento de execução por dívida posteriores à sua instituição, salvo as que provierem de tributos relativos ao prédio, ou despesas de condomínio". Essa proteção perdurará enquanto viver um dos cônjuges, ou, na falta destes, até que os filhos completem a maioridade. O bem de família do Código Civil, além de ser impenhorável, é também inalienável.
Como o bem de família do Código Civil depende de iniciativa de um instituidor, é denominado de bem de família voluntário. Distingue-se, assim, do bem de família da Lei nº 8.009/1990, que é instituído por lei, e, portanto, não depende de iniciativa nenhuma, sendo por isso chamado de bem de família legal.

## Lei do Bem de Família (Lei nº 8.009/1990)

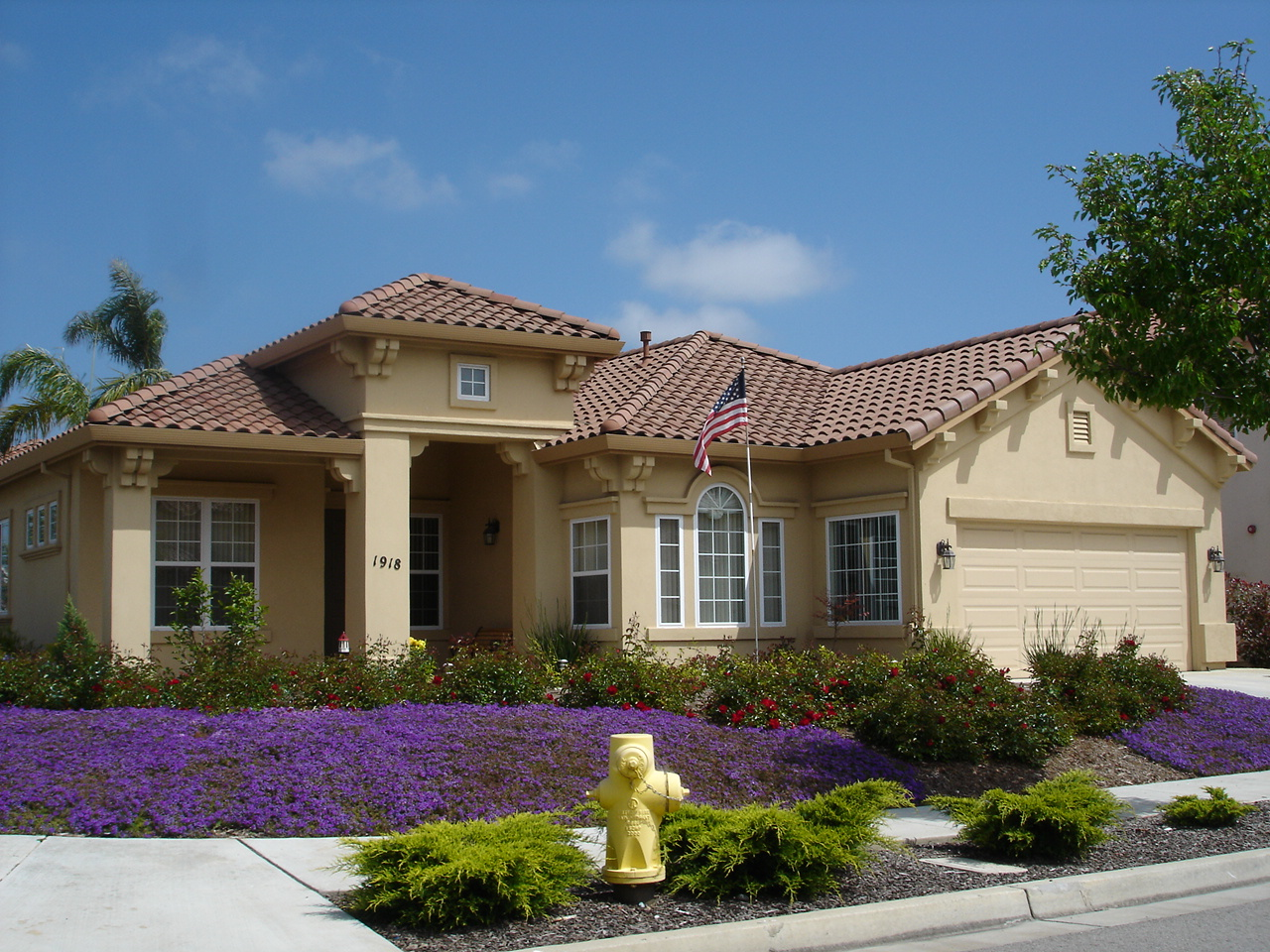
O imóvel residencial é protegido pela Lei nº 8.009/1990, não podendo ser penhorado.

A Lei nº 8.009/1990 estabelece que o "imóvel residencial próprio do casal, ou da entidade familiar, é impenhorável e não responderá por qualquer tipo de dívida civil, comercial, fiscal, previdenciária ou de outra natureza, contraída pelos cônjuges ou pelos pais ou filhos que sejam seus proprietários e nele residam, salvo nas hipóteses previstas nesta lei" (art. 1º, caput). Estabelece ainda o dispositivo que a impenhorabilidade compreende "o imóvel sobre o qual se assentam a construção, as plantações, as benfeitorias de qualquer natureza e todos os equipamentos, inclusive os de uso profissional, ou móveis que guarnecem a casa, desde que quitados" (p. único). Por outro lado, excluem-se da impenhorabilidade os "veículos de transporte, obras de arte e adornos suntuosos" (art. 2º). Caso a entidade familiar possua vários imóveis como residência, a impenhorabilidade recairá sobre o de menor valor (art. 5º). Tais regras visam a impedir que o executado utilize o bem de família de forma abusiva, investindo todo o seu patrimônio em bens luxuosos e imóveis, para assim escapar de seus credores.
A criação do bem de família legal independe de qualquer formalidade: basta que se resida em imóvel próprio para que este seja considerado bem de família. A proteção perdurará enquanto durar a residência; com a mudança da residência, cessa a impenhorabilidade, criando-se nova impenhorabilidade no novo imóvel de residência. Como essa proteção advém da lei, e não de um mero acordo de vontades (como no caso do bem de família do Código Civil), o Superior Tribunal de Justiça entende que a impenhorabilidade do bem de família legal retroage para atingir penhoras efetuadas antes da entrada da lei em vigor, desconstituindo-as. Também por ser norma legal, a qualidade de bem de família pode ser reconhecida de ofício pelo juiz, segundo o Tribunal.
Para que incida a proteção, o bem deve ser utilizado como residência dos membros da família. Basta que um dos membros da família resida no imóvel para que este seja impenhorável, ainda que o imóvel não esteja registrado. Para o Superior Tribunal de Justiça, não é necessário que o executado resida no imóvel; se qualquer integrante de seu núcleo familiar morar na propriedade, esta será impenhorável. Justifica-se esse entendimento pelo fato de a lei objetivar à proteção da família do devedor, e não do devedor propriamente. Ainda segundo a Corte, o conceito de "unidade familiar" a ensejar a proteção do bem de família também inclui a pessoa solteira, separada ou viúva. A prova de residência deve ser feita pelo executado, preferencialmente por meio de comprovantes de residência, contas de luz, água, telefone, declaração de imposto de renda, documentação fiscal do imóvel, etc; também são admitidos "declaração de efetiva residência" devidamente assinada por vizinhos, porteiros ou síndicos. Na inexistência de documentos comprobatórios de residência, admite-se a produção de prova testemunhal.
Apesar de a lei exigir que o imóvel seja utilizado como residência, esse requisito vem sendo flexibilizado pelo Superior Tribunal de Justiça. A Corte entende que o bem locado também está abrangido pela proteção, desde que a renda obtida com a locação seja revertida para a subsistência ou a moradia da família. O Tribunal também já entendeu que o fato de terreno se encontrar desocupado ou mesmo não edificado não obsta a sua qualificação como bem de família, se demonstrado intuito de ali se residir.
O bem de família ostentará a proteção legal independente de seu valor. Segundo o Superior Tribunal de Justiça, "é irrelevante, para efeitos de impenhorabilidade, que o imóvel seja considerado luxuoso ou de alto padrão". A Corte tem jurisprudência pacífica no sentido de que "o elevado valor atribuído ao imóvel (...) não afasta a garantia de impenhorabilidade do imóvel que serve de moradia à família". Esse entendimento é criticado por alguns autores, sob o argumento de que essa orientação permite que o executado impeça a cobrança de dívidas investindo seu patrimônio em um imóvel luxuoso. Em razão disso, Bruno Garcia Redondo e Mário Vitor Suarez Lojo defendem que, em "casos extremados", nos quais o valor do imóvel supere, de forma excessiva, aquele corresponde a um médio padrão de vida, o juiz possa penhorar o imóvel, afastando sua impenhorabilidade com base numa interpretação teleológica da lei, por meio da ponderação dos critérios da razoabilidade, proporcionalidade, máxima efetividade, menor restrição possível e dignidade da pessoa humana.
A impenhorabilidade do bem de família não é absoluta. Estabelece o art. 3º da lei diversas exceções à proteção:

- Caso o crédito a ser cobrado decorra de financiamento destinado à construção ou à aquisição do imóvel, no limite dos créditos e acréscimos constituídos em função do respectivo contrato;
- Caso o crédito decorra de pensão alimentícia, resguardados os direitos, sobre o bem, do seu coproprietário que, com o devedor, integre união estável ou conjugal, observadas as hipóteses em que ambos responderão pela dívida
- Para cobrança de impostos, predial ou territorial, taxas e contribuições devidas em função do imóvel familiar;
- Para execução de hipoteca sobre o imóvel oferecido como garantia real pelo casal ou pela entidade familiar;
- Por ter sido adquirido com produto de crime ou para execução de sentença penal condenatória a ressarcimento, indenização ou perdimento de bens.
- Por obrigação decorrente de fiança concedida em contrato de locação.

Estabelece ainda o art. 4º que não se beneficiará da proteção o imóvel adquirido de má-fé, quando o devedor sabe-se insolvente e adquire imóvel mais valioso para transferir a residência familiar, desfazendo-se ou não da moradia antiga. O dispositivo visa evitar a fraude contra os credores. Álvaro Villaça Azevedo critica a regra, pois entende que não há fraude contra os credores na hipótese tratada. Argumenta o autor que se o executado adquire novo imóvel sem se desfazer do antigo, estará aumentando seu patrimônio, o que é contrário à noção de fraude, que pressupõe um decréscimo desse patrimônio. O mesmo ocorreria ainda que o imóvel antigo fosse vendido: haverá um incremento no patrimônio do devedor, resultante da venda do antigo imóvel e da compra de um novo, mais valioso.

## Outras hipóteses de impenhorabilidade na legislação

### Licença de ocupação de terra pública
A Lei nº 6.383/1976, que dispõe sobre o processo discriminatório de terras devolutas da União, possibilita aos ocupantes de terras públicas que sua posse seja legitimada por meio da expedição de uma "Licença de Ocupação", desde que observados certos requisitos legais (art. 29). Essa licença, nos termos da lei, não pode ser objeto de penhora e arresto.

### Cédula de produto rural
A cédula de produto rural, criada pela Lei nº 8.929/1994, é, nos termos legais, uma "promessa de entrega de produtos rurais, com ou sem garantias cedularmente constituídas" (art. 1º, caput). Trata-se de cédula que descrimina a quantidade e qualidade de um produto rural, que deverá ser entregue pelo emitente, sem discriminar um preço. Segundo a lei, os produtos rurais vinculados à cédula não podem ser penhorados em razão de dívidas do emitente.

### Depósitos de instituições bancárias no Banco Central do Brasil
A Lei nº 9.069/1995, que dispõe sobre o Plano Real, estabelece que os depósitos de instituições bancárias "mantidos no Banco Central do Brasil e contabilizados na conta Reservas Bancárias são impenhoráveis e não responderão por qualquer tipo de dívida civil, comercial, fiscal, previdenciária, trabalhista ou de outra natureza, contraída por essas instituições ou quaisquer outras a elas ligadas" (art. 68, caput). Ainda segundo o dispositivo legal, essa impenhorabilidade "não se aplica aos débitos contratuais efetuados pelo Banco Central do Brasil e aos decorrentes das relações das
instituições financeiras com o Banco Central do Brasil” (p. único).

## Bens inalienáveis
Como a penhora é ato processual que pode resultar na venda do bem penhorado, não poderão ser penhorados bens que sejam inalienáveis, já que esses não podem ser vendidos e de qualquer forma alienados. Nesse sentido, o Código de Processo Civil estipula que "não estão sujeitos à execução os bens que a lei considera impenhoráveis ou inalienáveis" (art. 832). Todo bem inalienável é impenhorável, já que veda-se sua alienação, mas o contrário não necessariamente irá ocorrer; nem todo bem impenhorável será inalienável. Como exemplo, o bem de família legal é impenhorável, mas pode ser livremente alienado pelo seu proprietário.
Bens podem ser gravados com cláusula de inalienabilidade por meio de atos de liberalidade da parte - doação ou testamento. A cláusula de inalienabilidade pode ser temporária ou vitalícia, não podendo ultrapassar a vida do beneficiado (donatário ou herdeiro).
Há bens que são inalienáveis por força da lei. É o caso dos bens públicos de uso comum do povo e os de uso especial enquanto conservarem a sua qualificação de uso comum do povo e de uso especial. Os bens públicos são inalienáveis enquanto afetados a uma finalidade pública; desafetados, isto é, não mais utilizados em uma função pública (ex: prédio público que é alugado pelo ente público) passam a ser considerados bens dominicais e podem ser vendidos. Não obstante, os bens públicos dominicais, ainda que possam ser vendidos, continuam impenhoráveis, já que a Constituição Federal determina que as sentenças proferidas contra a Fazenda Pública devem observar um procedimento especial de pagamento, sendo o valor pago mediante regime de precatórios ou requisição de pequeno valor. A penhora de bens públicos, portanto, é vedada. É também inalienável, por força da lei, o bem de família voluntário.
São também inalienáveis direitos de natureza personalíssima, como o usufruto.
Apesar dos bens inalienáveis não poderem ser objeto de penhora, o Código de Processo Civil permite que os seus frutos e os rendimentos possam ser penhorados, desde que não haja outros bens a serem executados (art. 834). Assim, a título de exemplo, se o devedor é proprietário de um prédio residencial que está sob proteção do bem de família voluntário, na falta de outros bens poderá ser penhorado eventual aluguel que receba pela locação desse imóvel, desde que esse aluguel não esteja sendo utilizado como meio de subsistência da família.

## Críticas a lista de bens impenhoráveis
Um número considerável de estudiosos é crítico da forma como a impenhorabilidade é tratada pela legislação brasileira, apontando que ela é por demais ampla, beneficiando o executado em prol do exequente. O sistema de impenhorabilidades já foi rotulado por alguns autores como "defasado e ilógico". Outros apontam que o rol de impenhorabilidades deve ser lido pelos juízes com vistas à proteção da dignidade do executado e o menor sacrifício possível; não sendo o caso, a imunidade de determinado bem poderia ser afastada.
Uma das maiores fontes de crítica é a Lei do Bem de Família, que trata como impenhorável o único imóvel residencial, não importando seu valor. Os críticos apontam que essa regra não tem paralelo em outros países, e impede que um imóvel de valor extraordinário possa ser penhorado, estimulando o devedor de má-fé. O Projeto de Lei nº 51, de 2006, convertido na Lei nº 11.382/2006, previa a penhora de imóvel de bem de família de valor superior a 1000 salários mínimos; esse dispositivo, contudo, foi vetado pelo Presidente Luiz Inácio Lula da Silva, sob a justificativa de que a proposta "quebra a tradição surgida com a Lei nº 8.009, de 1990", e que, revestida de alta controvérsia, deveria ser primeiro discutida pela doutrina. A mensagem de veto, no entanto, afirmou que a mudança era "razoável", não obstante tê-la vetado.
Quando da edição da Lei nº 8.009/90, alguns autores sustentaram sua inconstitucionalidade, ao argumento de que a lei tornaria inócuo o princípio universal da sujeição do patrimônio às dividas, suprimindo as garantias e a eficácia do direito de crédito.
Algumas das hipóteses do art. 833 são também criticadas. Antes do advento do Código de Processo Civil de 2015, o Código de Processo anterior protegia sob o manto da impenhorabilidade todos os vencimentos do executado, sem limites. Essa previsão era alvo de inúmeras críticas doutrinárias, que apontavam que na maioria dos países estrangeiros os salários eram - em certa medida - penhoráveis, reputando a norma brasileira como "exagerada" e "inaceitável". O Código de 2015 levou em conta tais posições na sua elaboração, tendo previsto que as verbas alimentícias de valor superior a 50 salários mínimos são penhoráveis. Essa mudança foi elogiada por parte da doutrina,, com a ressalva de que a mudança, apesar de positiva, seria insuficiente, já que a quantia de 50 salários mínimos é muito superior a média salarial do brasileiro.

### Livros
- Abelha, Marcelo (2015). Manual de execução civil 5ª ed. Rio de Janeiro: Forense. ISBN 978-85-309-6462-7

- Azevedo, Álvaro Villaça (2010). Bem de família 6ª ed. São Paulo: Atlas. ISBN 978-85-224-5898-1

- Câmara, Álvaro Alexandre Freitas (2013). Lições de direito processual civil. Volume 2 22ª ed. São Paulo: Atlas. ISBN 978-85-224-7640-4

- Didier Jr, Fredie; Cunha, Leonardo Carneiro da; Braga, Paula Sarno; Oliveira, Rafael Alexandria de (2017). Curso de direito processual. Execução 7ª ed. Salvador: Jus Podivm. ISBN 978-85-442-1519-7

- Fachin, Luiz Edson (2006). Estatuto juridico do patrimônio mínimo 16ª ed. Rio de Janeiro: Renovar. ISBN 85-7147-544-X

- Greco, Leonardo (2001). O Processo de Execução. Volume 2. Rio de Janeiro: Renovar. ISBN 85-7147-234-3

- Marinoni, Luiz Guilherme; Arenhart, Sérgio Cruz; Mitidiero, Daniel (2017). Novo Curso de Processo Civil. Volume 2 3ª ed. São Paulo: Revista dos Tribunais. ISBN 978-85-203-7174-9

- Mazzei, Rodrigo; Merçon-Vargas, Sarah (2016), «Da Penhora, do Depósito e da Avaliação», in:  Cabral (org.), Antonio do Passo; Cramer (org.), Ronaldo, Comentários ao Novo Código de Processo civil, ISBN 978-85-309-6729-1, Rio de Janeiro: Forense, p. 1.188-1.242

- Medina, José Miguel Garcia (2020). Curso de direiro processual civil moderno 5ª ed. São Paulo: Revista dos Tribunais. ISBN 978-65-5065-163-3

- Meirelles, Hely Lopes; Aleixo, Délcio Balestero; Burle Filho, José Emmanuel (2011). Direito administrativo brasileiro. São Paulo: Malheiros. ISBN 978-85-392-0103-7

- Negrão, Theotonio F.; Gouvêa, José Roberto F.; Bondioli, Luis Guilherme A.; Fonseca, João Francisco N. da (2016). Código de Processo Civil e legislação processual em vigor 47ª ed. São Paulo: Saraiva. ISBN 978850262498-6

- Neves, Daniel Amorim Assumpção (2018). Manual de Direito Processual Civil. volume único 10ª ed. Salvador: Jus Podivm

- Nery Junior, Nelson; Nery, Rosa Maria de Andrade Nery (2018). Comentários ao código de processo civil. São Paulo: Revista dos Tribunais

- Silva, De Plácide e (2010). Vocabulário Jurídico 28ª ed. Rio de Janeiro: Forense. ISBN 978-85-309-2742-4

- Redondo, Bruno Garcia; Lojo, Mário Vitor Suarez (2007). Penhora. São Paulo: Método. ISBN 978-85-7660-223-1

- Wambier, Luiz Rodrigues; Talami, Eduardo (2014). Curso avançado de processo civil. Execução, volume 2 15ª ed. São Paulo: Editora Revista dos Tribunais. ISBN 978-85-203-5802-3

- Wambier, Teresa Arruda Alvim; Conceição, Maria Lúcia Lins; Ribeiro, Leonardo Ferres da Silva de; Mello, Rogerio Licastro Torres de (2016). Primeiros comentários ao novo código de processo civil. Artigo por artigo. 2ª ed. São Paulo: Editora Revista dos Tribunais. ISBN 978-85-203-6757-5

### Artigos de opinião
- Dellore, Luiz (5 de outubro de 2015). «A penhora do salário no Novo CPC». Jota. Consultado em 1 de outubro de 2020
- Ferriani, Adriano (11 de janeiro de 2012). «As cláusulas de inalienabilidade, impenhorabilidade e incomunicabilidade». Migalhas. Consultado em 18 de setembro de 2020
- Roque, André Vasconcelos (23 de fevereiro de 2014). «Execução no novo CPC: mais do mesmo?». Jota. Consultado em 1 de outubro de 2020
- Ruiz, Lucas Gonçalves (2 de outubro de 2015). «Uma Visão Geral Sobre a Cédula de Produto Rural (CPR)». Migalhas. Consultado em 5 de outubro de 2020

### Notícias
- Metzker, Lívia (21 de maio de 2020). «A impenhorabilidade do auxílio emergencial conforme nova resolução do Conselho Nacional de Justiça». Migalhas. Consultado em 1 de outubro de 2020

### Legislação

#### Código Civil
- «Artigo 1.712 do Código Civil». O bem de família consistirá em prédio residencial urbano ou rural, com suas pertenças e acessórios, destinando-se em ambos os casos a domicílio familiar, e poderá abranger valores mobiliários, cuja renda será aplicada na conservação do imóvel e no sustento da família
- «Artigo 1.714 do Código Civil». O bem de família, quer instituído pelos cônjuges ou por terceiro, constitui-se pelo registro de seu título no Registro de Imóveis
- «Artigo 1.715, caput do Código Civil». O bem de família é isento de execução por dívidas posteriores à sua instituição, salvo as que provierem de tributos relativos ao prédio, ou de despesas de condomínio
- «Artigo 1.716 do Código Civil». A isenção de que trata o artigo antecedente durará enquanto viver um dos cônjuges, ou, na falta destes, até que os filhos completem a maioridade

1. Se o aluguel for utilizado como meio de subsistência da família, o imóvel poderá ser enquadrado como bem de família legal, não obstante a unidade familiar ali não residir. Esse é o entendimento do Superior Tribunal de Justiça, conforme apontado na seção "Lei do Bem de Família (Lei nº 8.009/1990)".